# Littoraria subvittata
Littoraria subvittata is een slakkensoort uit de familie van de Littorinidae. De wetenschappelijke naam van de soort is voor het eerst geldig gepubliceerd in 1986 door Reid.